# タイー族
タイー族（タイーぞく、ベトナム語：Người Tày / 𠊛齊）はベトナムに住む少数民族である。人口は150万人ほどで、ベトナムでは、主要民族のキン族に次いで人口が多く、53少数民族の中で最大である。中国との国境に近い東北部山間部ではヌン族と共に主要のタイ系民族である。

## 名称
言語（タイー語）と共に「タイー」と表記し、同じくタイ・カダイ語族で2番目に多い少数民族のタイ族（タイ王国の75%を占める民族）と区別されることが多い。ベトナム国内の「タイ族」は、「ターイ族」とも呼ばれる。ベトナム語においてTày（タイー）は、Thái（ターイ）に対して母音の長短だけでなく、子音と声調も異なる。タイーとは伸ばさないが、中国語（中: 岱依族）でもDài yīとなっている。